# Westfália (Río Grande del Sur)

Westfália está localizado en la microrregión de Lajeado-Estrela, Rio Grande do Sul.

Westfália es un municipio localizado en Rio Grande do Sul, el estado más austral de Brasil. Tiene una población estimada de 3014 habitantes y 63,665 km² de territorio. El desarrollo local está basado en actividades agropecuarias, muy destacadas en la región: aves, huevos, leche y cerdo.
Este municipio se emancipó en 1996 para convertirse en un municipio independiente y se le bautizó como Westfália como homenaje a la tierra de origen de sus antepasados que inmigraron a Brasil a mediados del siglo XIX.
Además del idioma portugués, a partir del año 2016 el municipio tiene adicionalmente otro idioma cooficial, el Plattdüütsch Vestfaliano, o Sapado do Pau como se le llama localmente. Este idioma proviene del westfaliano, un subgrupo del Bajo sajón perteneciente al bajo alemán, lengua que se ha mantenido por casi dos siglos desde la llegada de los primeros colonizadores inmigrantes del noroeste de Alemania, específicamente de Westfalia. A día de hoy, algunos ancianos de la localidad todavía hablan portugués con un marcado acento germano. Westfália se constituyó como municipio independiente el 16 de abril de 1996, al separarse de los municipios, Teutônia e Imigrante.
El 79 % de la población es evangélica, mientras que un 29 % es católica y 1 % espiritista. El expresidente de Brasil Ernesto Geisel fue bautizado en la Iglesia Evangélica Luterana Sião de Linha Frank, uno de los barrios de esta localidad. 